# کنستانس آراگون
کنستانس آراگون (انگلیسی: Constance of Aragon؛ 1179 – 23 june ۱۲۲۲ (۴۲−۴۳ سال))، اینفانته آراگون که ابتدا ملکه مجارستان و سپس ملکه آلمان، امپراتریس مقدس روم و سیسیل تا سال ۱۲۲۲ شد. وی همسر فریدریش دوم، امپراتور مقدس روم بود.